# Moonbeam
Pour les articles homonymes, voir Moonbeam (homonymie).
Moonbeam est un village et un canton du nord-est ontarien. Ce village à majorité  francophone est situé dans le district de Cochrane. Lors du recensement de Statistiques-Canada de 2001, sa population était de 1 201 habitants. 84 % de sa population est franco-ontarienne.
Le canton est situé entre Fauquier et Kitigan.

## Histoire
Moonbeam fut bâti quand le chemin de fer a été construit.

## Démographie
| 2001  | 2006  | 2011  | 2016  |
| ----- | ----- | ----- | ----- |
| 1 201 | 1 298 | 1 101 | 1 231 |

## Personnalités liées au canton
- Sylvie Maria Filion, écrivain